# Kiesbergwiesen bei Bergholz (südlich Löcknitz)
Kiesbergwiesen bei Bergholz (südlich Löcknitz) este o arie protejată (arie specială de conservare — SAC, sit de importanță comunitară — SCI) din Germania întinsă pe o suprafață de 54 ha, integral pe uscat.

## Localizare
Centrul sitului Kiesbergwiesen bei Bergholz (südlich Löcknitz) este situat la coordonatele 53°26′16″N 14°11′39″E / 53.4378°N 14.1942°E.

## Înființare
Situl Kiesbergwiesen bei Bergholz (südlich Löcknitz) a fost declarat sit de importanță comunitară în aprilie 2004 pentru a proteja 1 specie de plante. Situl a fost protejat și ca arie specială de conservare în august 2016.

## Biodiversitate
Situată în ecoregiunea continentală, aria protejată conține 2 habitate naturale: Lacuri eutrofice naturale cu vegetație de tip Magnopotamion sau Hydrocharition, Păduri aluvionare cu Alnus glutinosa și Fraxinus excelsior (Alno-Padion, Alnion incanae, Salicion albae).
La baza desemnării sitului se află o specie protejată de  plante: Angelica palustris
Pe lângă speciile protejate, pe teritoriul sitului au mai fost identificate 2 specii de plante.